# Hoinkes Peak
Hoinkes Peak is een berg  met een hoogte van 1840 meter in de Enterprise Hills van de Heritage Range in West-Antarctica. De scherpe rotspunt bevindt zich bij de kop van de Henderson-gletsjer. Hoinkes Peak werd in 1961-66 in kaart gebracht en vernoemd naar Herfried C. Hoinkes, die in 1957 als meteoroloog op Antarctica werkte.